# Eugene Gendlin
Eugene Tovio Gendlin (nacido Eugen Gendelin, 25 de diciembre de 1926 - 1 de mayo de 2017) fue un filósofo estadounidense que desarrolló formas de pensar y trabajar con el proceso de la vida, el sentido corporal y la 'filosofía de lo implícito'. Aunque no tenía títulación en el campo de la psicología, su estudio avanzado con Carl Rogers, su larga práctica de la psicoterapia y sus extensos escritos en el campo de la psicología lo han hecho quizás más conocido en ese campo que en la filosofía. Estudió con Carl Rogers, el fundador de la terapia centrada en el cliente, en la Universidad de Chicago y se doctoró en filosofía en 1958. Las teorías de Gendlin impactaron las propias creencias de Rogers y jugaron un papel en la visión de Rogers sobre la psicoterapia. De 1958 a 1963 Gendlin fue Director de Investigación en el Instituto Psiquiátrico de la Universidad de Wisconsin. Trabajó como profesor asociado en los departamentos de Filosofía y Desarrollo Humano Comparado de la Universidad de Chicago de 1964 a 1995. 
Gendlin es conocido sobre todo por Focusing y por Thinking at the Edge (Pensar desde el Borde), dos procedimientos para pensar con algo más que patrones y conceptos. En los años 50 y 60, bajo la guía de Rogers, Gendlin realizó una investigación fundamental que demostró que la habilidad de un cliente para realizar un cambio positivo y duradero en la psicoterapia dependía de su habilidad para acceder a una sensación corporal no verbal de los problemas que lo traían a la terapia. Gendlin llamó a esta sensación corporal intuitiva la "sensación sentida". Al darse cuenta de que la gente podía aprender esta habilidad interior de crecimiento por su cuenta, en 1978 Gendlin publicó su libro más vendido, Focusing, que presentaba un método de seis pasos para descubrir la sensación sentida en uno mismo y aprovecharla para el desarrollo personal. Gendlin fundó The Focusing Institute en 1985 (ahora The International Focusing Institute) para facilitar la capacitación y educación en Focusing para comunidades académicas y profesionales y compartir la práctica con el público general. 
A mediados de la década de 1980, Gendlin formó parte del consejo editorial original de la revista The Humanistic Psychologist, publicada por la División 32 de la American Psychological Association (APA). Ha sido reconocido por la APA en tres ocasiones, y fue el primer receptor del Premio al Profesional Distinguido en Psicología y Psicoterapia (otorgado por la División 29, este premio ahora se llama Premio al Psicólogo Distinguido por Contribuciones a la Psicología y Psicoterapia). También fue galardonado con el premio Viktor Frankl por la Fundación de la Familia Viktor Frankl en 2008. En 2016, fue galardonado con un premio a la trayectoria de la Asociación Mundial de Psicoterapia y Asesoramiento Experiencial Centrado en la Persona y la Asociación de los Estados Unidos para la Psicoterapia Corporal le otorgó otro premio a la trayectoria. Gendlin fue fundador y durante mucho tiempo editor de la revista Psychotherapy: Theory, Research and Practice, así como de la publicación interna del Focusing Institute llamada Folio, y es autor de varios libros, incluida la Psicoterapia orientada a Focusing: Un Manual del Método Experiencial (Guilford). La edición para el público general de su popular clásico Focusing ha sido traducida a 17 idiomas y ha vendido más de medio millón de copias. 

## Filosofía
Gendlin se consideraba primero y sobre todo filósofo y aportó una perspectiva filosófica rigurosa a la psicología, presentada en su primer libro Experiencia y la creación de significado y convertida más tarde en una teoría integral de la naturaleza profunda de los procesos de la vida, articulada en su obra maestra A Process Model (Un Proceso Modelo). De 1968 a 1995 dio clases en la Universidad de Chicago, donde impartió un curso sobre construcción de teorías que más tarde dio lugar a una nueva práctica llamada Thinking at the Edge, "Pensar desde el borde", un método de catorce pasos para recurrir a lo no conceptual, al conocimiento experiencial sobre cualquier tema para crear nuevas teorías y conceptos. Gendlin afirmaba que la interacción viva de un organismo con su entorno es anterior (temporal y filosóficamente) al conocimiento abstracto sobre su entorno. Vivir es una interacción intrincada y ordenada con el medio ambiente y, como tal, es una especie de conocimiento. El conocimiento abstracto es un desarrollo de este conocimiento más básico.
Por ejemplo, cuando un bolígrafo se cae de un escritorio, eso parece ser una prueba de que la gravedad existe, porque la gravedad lo hizo caer. Pero, ¿qué es la "gravedad"? En 1500, la "gravedad" era el deseo de la pluma de ir al centro de la tierra. En 1700 la "gravedad" era una fuerza que actuaba a distancia según las leyes matemáticas; en la década de 1900 la "gravedad" fue un efecto del espacio-tiempo curvo; y hoy los físicos teorizan que la "gravedad" puede ser una fuerza transportada por partículas subatómicas llamadas "gravitones". Gendlin ve la "gravedad" como un concepto y señala que los conceptos no pueden hacer que nada caiga. En lugar de decir que la gravedad hace que las cosas caigan, sería más exacto decir que las cosas que caen causan [los diferentes conceptos de] la gravedad. La interacción con el mundo es anterior a los conceptos sobre el mundo. 
El hecho de que los conceptos cambien no significa que sean arbitrarios. Los conceptos se pueden formular de muchas maneras diversas e incompatibles, pero en la medida en que se basan en la experiencia, cada formulación tiene su propia relación precisa con la experiencia. Así, la filosofía de Gendlin va más allá del relativismo y la postmodernidad. Está de acuerdo con los posmodernos en que la cultura y el lenguaje siempre están implícitos en la experiencia y en los conceptos. Las pruebas empíricas son cruciales, pero no evitan que la ciencia cambie cada pocos años. Ninguna afirmación es simplemente "objetiva".
Gendlin señala que el universo (y todo lo que hay en él) es implícitamente más complejo que los conceptos, porque a) los incluye, y b) todos los conceptos y unidades lógicas se generan en un proceso más amplio, más que conceptual (que Gendlin llama complejidad implícita). Este proceso más amplio es más que lógico, de una manera que tiene una serie de regularidades características. Gendlin ha demostrado que es posible referirse directamente a este proceso en el contexto de un problema o situación dada y generar sistemáticamente nuevos conceptos y unidades lógicas más precisas.
Debido a que los seres humanos están en una interacción continua con el mundo (respiran, comen e interactúan con otros en todos los contextos y en cualquier campo en el que trabajen), sus cuerpos son un "conocimiento" que es más que conceptual y que implica más pasos. Por lo tanto, es posible que uno conduzca un automóvil mientras mantiene una animada conversación; y es posible que Einstein dijera que tuvo una "sensación" sobre su teoría años antes de poder formularla.
La interacción continua de los seres humanos con el mundo proporciona una validez permanente. Cada movimiento, desde bombear sangre hasta discutir sobre filosofía, implica un siguiente paso, un avance orgánico. Los humanos sienten que esto avanza tanto en el movimiento en sí como en la retroalimentación que genera: en cada momento es posible sentir cómo se mueven las cosas y qué implica a continuación. Con un entrenamiento específico, uno puede aprender a atender este sentimiento más profundamente, de modo que se pueda formar una sensación sentida holística de toda la situación.
Una sensación sentida es bastante diferente de "sentir" en relación con las emociones; es la conciencia corporal del proceso de vida en curso. Debido a que la sensación sentida es una interacción viva en el mundo, no es relativa de la manera en que lo son los conceptos. Una sensación sentida es más compleja que los conceptos y tiene sus propias propiedades, diferentes de las de la lógica; por ejemplo, es muy precisa, más intrincada y puede conceptualizarse en una variedad de formas no arbitrarias. Gran parte de la filosofía de Gendlin se dedica a mostrar cómo funciona este conocimiento corporal implícito en relación con la lógica. Por ejemplo, Gendlin descubrió que cuando se permite que la sensación sentida funcione en relación con los conceptos, cada uno lleva al otro hacia adelante, a través de pasos en los que la sensación profundiza y se reformula.
Gendlin subraya que uno puede (y a menudo lo hace) "progresar" en su comprensión, y que esto implica transiciones en las que los modelos conceptuales existentes se ven interrumpidos, pero que uno puede "sentir" cuándo se está produciendo (o no) un avance en la comprensión del asunto que se está trabajando. Uno puede "sentir" esto porque las concepciones lógicas humanas dependen de un orden más complejo, que es vivir en el mundo. Los conceptos útiles derivan y son relativos a este sentido más que a un orden intrincado lógico, y no al revés. 
Las dos principales obras filosóficas de Gendlin son Experiencia y la creación de significado, que desarrolla formas explícitas de acercarse a lo implícito; y Un modelo de proceso, que demuestra este método al desarrollar un cuerpo de conceptos consistentes para pensar sobre procesos orgánicos, con implicaciones para pensar sobre el espacio, el tiempo, la ciencia, la genética, la etología, la conciencia, el lenguaje y la espiritualidad.

## Focusing

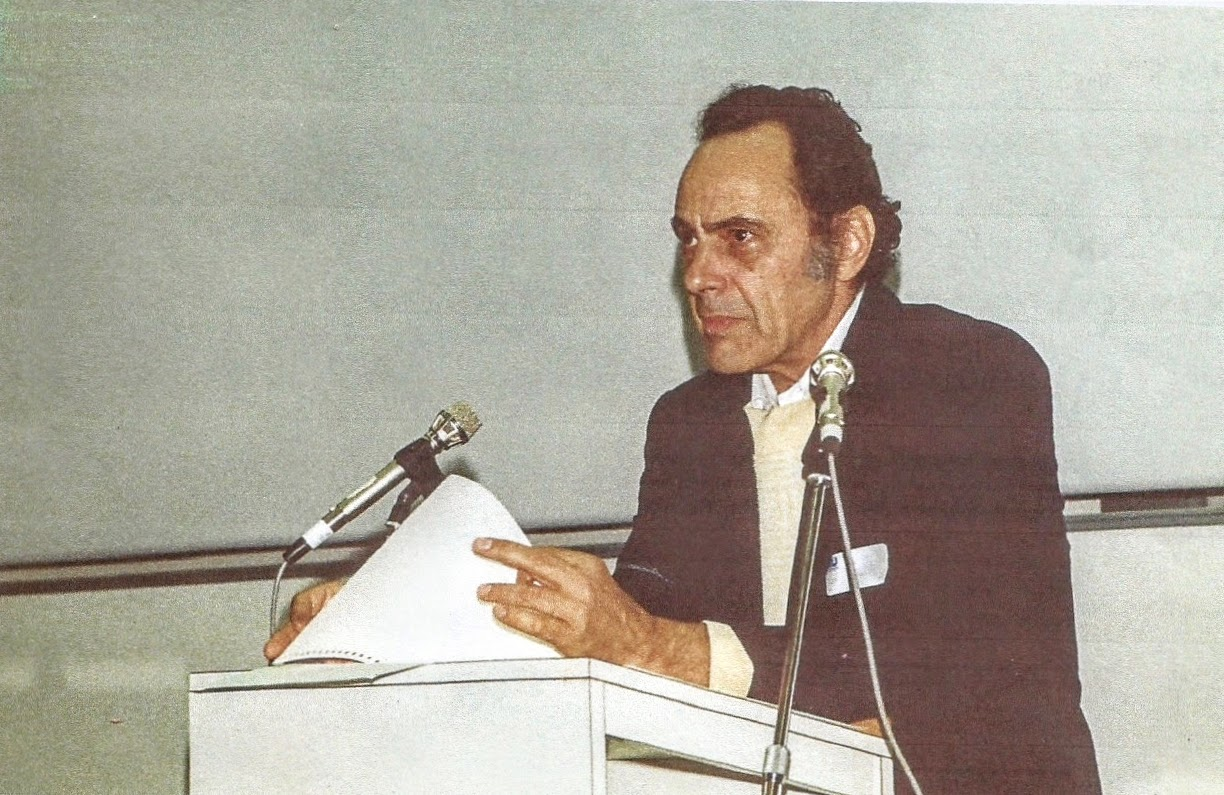
Conferencia de psicoterapia experiencial centrada en la persona en Alemania.

Focusing surgió de la colaboración de Gendlin con el psicólogo Carl Rogers. Gendlin desarrolló una forma de medir el grado en que un individuo se refiere a una sensación sentida; y descubrió en una serie de estudios que los clientes de terapia que tienen resultados positivos hacen mucho más de esto. A continuación, desarrolló una forma de enseñar a las personas a referirse a su sensación sentida, para que los clientes pudieran obtener mejores resultados en la terapia. Este entrenamiento se llama 'Focusing'. Otras investigaciones demostraron que el Focusing puede utilizarse fuera de la terapia para tratar diversos problemas. Se describe en el libro de Gendlin, Focusing, del que se han vendido más de 400.000 ejemplares y se ha impreso en doce idiomas. Una de sus citas más queridas es de su libro Focusing: "Cuando uso la palabra 'cuerpo', me refiero a algo más que a la máquina física. No sólo vives físicamente las circunstancias que te rodean, sino también las que sólo piensas en tu mente. El cuerpo que sientes físicamente es, de hecho, parte de un sistema gigantesco de aquí y otros lugares, ahora y otros tiempos, tú y otras personas, de hecho, todo el universo. Esta sensación de estar vivo corporalmente en un vasto sistema es el cuerpo tal y como se siente desde dentro". 
En 1970, Gendlin fue la primera persona en recibir el "Premio Profesional Distinguido en Psicología y Psicoterapia" de la División de Psicoterapia (División 29) de la Asociación Americana de Psicología. En 2000, Gendlin también recibió, junto con The Focusing Institute, el Premio Charlotte y Karl Bühler de la Sociedad de Psicología Humanística (División 32 de la Asociación Americana de Psicología). En 2007, recibió el Premio Viktor Frankl de la Ciudad de Viena por logros sobresalientes en el campo de la psicoterapia humanista orientada al significado.
La difusión mundial de Focusing ha sido facilitada por The International Focusing Institute. Esta organización sin ánimo de lucro se define a sí misma como "una organización internacional e intercultural dedicada a apoyar a individuos y grupos de todo el mundo que practican, enseñan y desarrollan Focusing y su filosofía subyacente". Su directorio de socios de 2010 incluía a unos 2,000 miembros de más de 40 países. Su sitio web alberga la Biblioteca en línea Gendlin. 

## Thinking at the Edge: Pensando desde el borde
Thinking at the edge (TAE) "Pensando desde el borde ", es una práctica desarrollada inicialmente por Mary N. Hendricks sobre la base de la filosofía de lo implícito de Eugene Gendlin. Es una forma de desarrollar el conocimiento implícito de uno en una teoría articulada. Por ejemplo, un profesional podría haber tenido una sensación incipiente de un problema durante muchos años. Usando TAE, es posible desarrollar conceptos que expliquen la sensación sentida sobre eso con mucha precisión de manera que lo que era conocimiento implícito pueda generar una teoría explícita que pueda contribuir al campo de conocimiento. 

## Vida personal
Gendlin nació en Viena, Austria, el 25 de diciembre de 1926. Vivió con sus padres en el distrito noveno de Viena, un distrito judío en ese momento. Su madre fue Sylvia Gendelin-Tobell. Su padre, Leonid Gendelin, había obtenido un doctorado en química de la Universidad de Graz. El Dr. Gendelin tenía un negocio de limpieza en seco en Viena. La familia abandonó Austria debido al surgimiento del partido nazi y el creciente peligro para familias judías como la suya. Primero huyeron a los Países Bajos y luego emigraron a los Estados Unidos en el SS Paris (1916) en su último viaje a Nueva York, llegando el 11 de enero de 1939. La familia cambió su nombre a Gendlin a su llegada a los Estados Unidos, que en inglés se pronuncia JEHND -lin (no con la "g" dura como en la pronunciación alemana). Gendlin hizo el servicio militar en la Marina de los Estados Unidos y se convirtió en ciudadano estadounidense.
Gendlin vivió en el estado de Nueva York hasta su muerte. Tuvo tres hijos: Gerry y Judith de su primer matrimonio con su mujer, Fran; y una hija, Elissa, con su segunda mujer, Mary Hendricks-Gendlin. Gerry Gendlin era experto en Rusia y trabajaba como profesor asociado en el departamento de Historia, Política, Lenguas y Culturas en la Universidad de Edinboro en Edinboro, Pensilvania. Mary trabajó estrechamente con Gendlin y asumió durante muchos años la dirección del Instituto de Focusing. Mary Hendricks-Gendlin falleció en 2015.

## Premios
- 1970: "Premio profesional distinguido en psicología y psicoterapia", de la División 29 de la Asociación Americana de Psicología (División de Psicoterapia)
- 2000: "Premio Charlotte y Karl Bühler" (otorgado conjuntamente a Gendlin y The Focusing Institute), de la División 32 de la American Psychological Association (Asociación Americana de Psicología Humanística)
- 2007: "Premio Viktor Frankl de la Ciudad de Viena por logros sobresalientes en el campo de la psicoterapia humanista orientada al significado", de la Fundación Viktor Frankl[15]
- 2011: "Distinguidas contribuciones teóricas y filosóficas a la psicología", de la División 24 de la Asociación Americana de Psicología (Asociación de Psicología Teórica y Filosófica)[20]
- 2016: "Lifetime Achievement", de la Asociación Mundial de Psicoterapia y Asesoramiento Experimental Centrado en la Persona
- 2016: "Lifetime Achievement", de la Asociación de EE. UU. de Psicoterapia corporal.
- 2021: "Memorial Award for Lifetime Achievement", de la División 32 de la American Psychological Association (Asociación Americana de Psicología Humanística)